# Фынцюань
Фынцюа́нь (кит. упр. 凤泉, пиньинь Fèngquán, буквально: «фениксовый источник») — район городского подчинения городского округа Синьсян провинции Хэнань (КНР).

## История
В ноябре 1948 года урбанизированная часть уезда Синьсян была выделена в город Синьсян, который с мая 1949 года перешёл под контроль коммунистов. В этих местах был образован район № 1.
В 1952 году, после ликвидации провинции Пинъюань, административным центром которой был Синьсян, эти места были выведены из подчинения городским властям и переданы в состав уезда Синьсян. В 1955 году район был ликвидирован, а вместо него была образована волость Гэнхуан (耿黄乡). В декабре 1958 года эти места вновь были переданы под юрисдикцию города Синьсян, войдя в состав Пригородного района.
В апреле 1982 года был создан район Бэйчжань (北站区, «Северный вокзал»).
В 1986 году были расформированы округ Синьсян и город Синьсян, и образован городской округ Синьсян; район Бэйчжань стал районом городского подчинения городского округа Синьсян.
1 января 2004 года район Бэйчжань был переименован в Фэнцюань.

## Административное деление
Район делится на 2 уличных комитета, 1 посёлок и 2 волости.